# Сочаво, Глеб Игоревич
Глеб Игоревич Сочаво (род. 6 августа 1993, Москва) — российский футбольный вратарь.

## Карьера
Воспитанник московских команд ДЮСШ «Красный Октябрь», ДЮСШ «Ника», ДЮСШ-80 Москва.
Первый профессиональный клуб в карьере — «Томь». В высшей латвийской лиге выступал за ДЮСШ «Илуксте».
31 августа 2016 года подписал контракт с ФК «Калуга» сроком до 30 июня 2017-го. Сумма трансфера — 25 тысяч евро. В феврале 2017 года по обоюдному согласию сторон Сочаво и калужане расторгли контракт.

## Личная жизнь
Женат с сентября 2016 года.